# Маппет-шоу (фільм, 2011)
«Маппет-шоу» (англ. The Muppets) — американська музична комедія 2011 року режисера Джеймса Бобіна. Продюсерами фільму були Девід Гоберман і Тод Ліберман, а сценарій написали Джейсон Сігел і Ніколас Столлер. Це сьомий театральний фільм за участю Маппетів. У фільмі зіграли Джейсон Сігел, Емі Адамс, Кріс Купер і Рашида Джонс, а також виконавці мапетів Стів Вітмайр, Ерік Джейкобсон, Дейв Ґельц, Білл Барретта, Девід Рудман, Метт Вогел і Пітер Лінц. Брет Маккензі був музичним керівником, написавши чотири з п'яти оригінальних пісень до фільму, тоді як Крістоф Бек склав партитуру. У фільмі відданий фанат Маппетів Волтер, його людський брат Гері та дівчина Гері Мері допомагають жабеняті Керміту возз'єднати розпущених Маппетів, оскільки вони повинні зібрати 10 млн доларів, щоб врятувати Театр Маппетів від Текса Річмана, жадібного бізнесмена, який планує знести театр заради буріння нафти.
Студія Walt Disney Pictures вперше анонсувала фільм у березні 2008 року, сценаристами виступили Сігел і Столлер, а співпродюсерами — Mandeville Films Хобермана і Лібермана. Хоча зпланувалось, що режисером фільму буде Столлер, Бобіна зрештою найняли режисером у січні 2010 року, а акторський склад другого плану був заповнений у жовтні того ж року завдяки кастингу Адамса, Купера та Джонса. Зйомки проходили з вересня 2010 року по лютий 2011 року. Цей фільм став першою театральною постановкою Маппетів, де Френк Оз і Джеррі Нельсон не грали своїх персонажів, хоча Нельсон брав участь у епізодичному голосі. Натомість їх ролі виконують Джейкобсон і Вогел відповідно, що відзначає їх дебют у повнометражному фільмі як цих персонажів.
Прем'єра фільму «Маппети» відбулася на кінофестивалі в Савані 4 листопада 2011 року, а 23 листопада вийшов у прокат у Північній Америці компанією Walt Disney Studios Motion Pictures. Фільм мав критичний і комерційний успіх, зібравши 165 мільйонів доларів у всьому світі при бюджеті в 45 мільйонів доларів і отримавши визнання за свій гумор, музику та пожвавлення персонажів. Фільм отримав премію «Оскар» за найкращу оригінальну пісню за пісню Маккензі «Man or Muppet», а також отримав номінації BAFTA та Critic's Choice Awards. Продовження під назвою Маппети у розшуку було випущено 21 березня 2014 року

## Сюжет
Волтер, народжений маппетом і мешканець Смолтауна, є постійним фанатом Маппет-шоу. Його старший брат Гері має намір взяти свою давню дівчину Мері на відпочинок до Лос-Анджелеса. Мері хоче, щоб Гері зробив їй пропозицію, але відчуває, що його відданість Волтеру заважає їхнім стосункам.
Тріо відвідує занедбану студію Маппетів, де Волтер пробирається в офіс жабеняти Керміта. Там він випадково чує, як нафтовий магнат Текс Річман і його поплічники, Дядько Дедлі та Ведмідь Бобо, мають намір купити Театр Маппет у Статлера та Волдорфа. Старі люди стверджують, що Маппети могли б викупити театр, якби вони зібрали 10 мільйонів доларів до закінчення терміну дії їх контракту. Однак у приватних розмовах Річман розповідає, що має намір знищити театр, щоб бурити нафту .
Волтер повідомляє це Гарі та Мері. Вони відвідують Керміта в його особняку, який розуміє, що Маппетам доведеться возз'єднатися та влаштувати телемарафон, щоб зібрати гроші. Хоча Маппети розійшлися, Керміт переконаний возз'єднати їх. Він переконує Ведмедика Фоззі приєднатися, оскільки він виступав у Ріно з Moopets, триб'ют-групою неотесаних імітаторів Маппетів. Гонзо, який працює сантехнічним магнатом, спочатку відмовляється приєднатися, але передумає. Анімал відвідує клініку подолання гніву знаменитостей, яку спонсорує Джек Блек, і відмовляється грати на барабанах.
Група їде до Парижа, щоб найняти Міс Піггі, яка є редактором Vogue Paris. Спочатку вона відмовляється повертатися, але згодом робить це, коли наймають її пародію з Moopet міс Пугі. Маппети пропонують свій телемарафон кількома мережами. Керівник мережі CDE Вероніка Мартін погоджується транслювати їхнє шоу, якщо вони знайдуть знаменитого ведучого, а Маппети відновлять театр. Потребуючи достатньо акторів, щоб заповнити двогодинний проміжок часу телемарафону, Керміт заохочує Волтера знайти талант. Коли Гері допомагає Волтеру, Мері сама вирушає оглядати визначні пам'ятки та зрештою повертається до Смолтауна.
Час закінчується, і відчайдушний Керміт намагається благати Річмена повернути студію, але той відмовляється, показуючи, що віддасть товарні знаки Маппетів Мупетам. Керміт здається, що спонукає Міс Піггі згуртувати інших мапетів, щоб викрасти Джека Блека, щоб стати ведучим. Гері виявляє, що Мері пішла, і повертається до Смолтауна.
Маппети переконують Керміта взяти участь у телемарафоні, який поступово завойовує як аудиторію, так і кошти завдяки телефонним обіцянкам знаменитостей, які дзвонять. Річмен неодноразово намагається зірвати виставу, відключивши електроенергію в театрі, але Гері та Мері прибувають, щоб відновити його. Уражений провиною дядько Дедлі зраджує Річмена та припиняє його другу спробу диверсії. Керміт і Міс Піггі примиряються, змушуючи Маппетів виконати пісню «Rainbow Connection». Під час співів Анімал повертає свою любов до гри на барабанах. Волтер, підбадьорений Гері, свистить і викликає овації.
Річмен, відмовляючись визнати поразку, навмисне врізає машину Керміта в телефонний стовп, обриваючи телефонні лінії недалеко від цілі, і виганяє Маппетів із театру. Однак групу зустрічають шанувальники на Голлівудському бульварі, і Волтер нарешті приєднується до Маппетів. Гері робить пропозицію Мері, і Річмен, після того, як його вдарила в голову куля для боулінгу Гонзо, вперше сміється і охоче повертає театр Маппетам.

## Акторський склад
- Джейсон Сігел у ролі Гері, людського брата Волтера та шанувальника Маппетів.[8]
  - Гуннар Сміт у ролі 6-річного Гарі
  - Коннор Галлахер у ролі 9-річного Гері
  - Джастін Марко в ролі 13-річного Гері
- Емі Адамс у ролі Мері, вчительки початкової школи та давньої подруги Гері, а згодом його нареченої. Вона також дуже здібний механік.[8]
- Кріс Купер у ролі Текса Річмена, головного антагоніста, жадібного нафтового магната, який бажає знищити Театр Маппетів, щоб дістатися до нафти, яка нібито знаходиться під ним. Він не може сміятися, поки Гонзо не завдасть йому травми голови під час титрів.[8]
- Рашида Джонс у ролі Вероніки, керівника мережі CDE Executive Network.[9][10]
- Джек Блек у ролі самого себе, призначеного судом опікуна Анімала і небажаного знаменитого ведучого телемарафону.
- Зак Галіфіанакіс[11] у ролі Хобо Джо, безхатченка, який є першим глядачем телемарафону Маппетів . Джоанна Ньюсом виконала його короткий голос.
- Джим Парсонс у ролі людини Волтера
- Кен Джонг у ролі вчителя ударів
- Алан Аркін[11][12] як екскурсовод студії Маппет
- Білл Коббс у ролі дідуся
- Едді Пепітон — листоноша
- Крістен Шаал[13] як модератор Anger Management Group.
- Едді «Піолін» Сотело — керівник Univision
- Дональд Гловер — молодший керівник CDE
- Сара Сільверман у ролі зустрічаючої в ресторані Mel's Drive-In.
- Далія Вангорт у ролі керівника Fox
- Майкл Албала в ролі керівника NBC
- Арія Ноель Керзон у ролі Мардж, офіціантки

### Виконавці маппетів
- Стів Вітмайр у ролі жаби Керміта, Бікера, Статлера, щура Ріццо, Лінка Хоґтроба, Ліпса і Маппет-газетяра[14]
- Ерік Джейкобсон як Міс Піггі, Ведмідь Фоззі, Анімал, Сем Ігл і Марвін Саггс[14]
- Дейв Ґольц у ролі Гонзо Великого, доктора Бунзена Ганідью, Зута, Борегарда, Волдорфа та Керміта Мупета[14]
- Білл Барретта в ролі Шведського Шеф-кухаря, як Пес Роулф, Доктор Зуб, Королівська Креветка Пепе, Ведмідь Бобо, Великий Злий Карл, Махна Махна, Бегемот, Прекрасний Денний Монстр, Гері Маппет і Ведучий Бродяга[14][15]
- Девід Рудман у ролі Скутера, Дженіс, міс Пугі, Вейна, Боббі Бенсона та Співаючої Їжі[14]
- Метт Фогель — сержант Флойд Пеппер, Курка Камілла, Sweetums, робот 80-х , Лью Зіланд, Дядько Дедлі, Роулф Мупет, Божевільний Гаррі, Дженіс Мупет[14]
- Пітер Лінц — ляльковий Волтер[14]

Архівні записи Ґолца, Джима Генсона, Френка Оза, Джеррі Нельсона та Річарда Ганта можна почути у фільмі через сегменти «Маппет-шоу» у початкових спогадах. Нельсон також виконує епізодичну появу в титрах як диктор телемарафону, повторюючи свою роль із «Маппет-шоу». Це буде останній раз, коли Нельсон і його образ будуть використані в постановці Маппетів перед його смертю наступного року.
Тайлер Банч, Брюс Ланойл, Еліс Діннен, Натан Денфорт і Мікелан Сісті виконали додаткові ролі.

### Епізодичні ролі
- Емілі Блант у ролі портьє міс Піггі в Vogue Paris. Блант підробляла свою попередню роль Емілі Чарльтон у фільмі «Диявол носить Прада» .
- Джеймс Карвілл[16]
- Леслі Фейст[17]
- Вупі Голдберг[16]
- Селена Гомес
- Дейв Грол[18] у ролі Анімула, чоловіка, одягненого як Анімал, який є членом Moopets.
- Ніл Патрік Гарріс[16]
- Джадд Хірш[19]
- Джон Кразінські[20]
- Ріко Родрігес[21]
- Міккі Руні[22]